# Дере (баня)
Баня «Дере» или «Дере хамамы» (азерб. Dərə hamamı) — памятник XIX века в Шеки. Расположена на территории Историко-архитектурного заповедника «Юхары баш». В настоящее время находится в непригодном состоянии. Постановлением Кабинета министров Азербайджанской Республики № 132 от 2 августа 2001 года здание охраняется государством и внесена в список памятников архитектуры.

## История
В 1870 годах предприниматель Мамеднаби заказал строительство бани «Дере» на глубине шести метров. Баня состоит из двух больших залов и подсобных помещений. В бане есть салон,
называемый уличным или внешним, и ряд других комнат для купания. Раздевалки связаны с купальным салоном через подсобные помещения. Каждый салон покрыт сверху куполом, в которых проделаны небольшие отверстия для попадания света. Бассейны с холодной и горячей водой соединены с подсобными помещениями с противоположной стороны мыльного отделения. Эти бассейны называются «хязиня». Вода для бани подавалась по глиняным трубам из близлежащего старого водопровода. Баня функционировала до 1980 годов. Общая площадь составляет 89 кв. м. Состоит из раздевалки, купальни, одного номера и коридора. Площадь раздевалки составляет 120 кв. метров, ширина – 10 метров, длина – 12 метров. Высота – 13 метров. Площадь номера составляет 12 кв. метров, ширина 3 м, длина – 4 м. Площадь купальни составляет 50 кв. метров, ширина – 5 метров, длина – 10 метров. Высота – 8 метров. Площадь первой специальной комнаты – 25 кв. метров, ширина – 5 метров, длина – 5 метров. Площадь второй специальной комнаты – 7,5 кв. м, ширина – 3 м, длина – 2,5 м. Общая площадь – 89 кв. м. Толщина стены – 80 сантиметров. Снаружи здание находится на 6 м ниже уровня земли.
Из-за неиспользования в последнее время баня пришла в непригодное состояние, есть опасность разрушения.